# 安文彬
安文彬（1939年—），湖北随州人，中华人民共和国外交官，曾任中华人民共和国外交部礼宾司副司长，中国驻洛杉矶总领事等。他曾参加中英香港主權移交儀式谈判，为使中华人民共和国国旗能在1997年7月1日0时0分0秒升起而与英方谈判16轮。

## 生平
1990年4月至1994年8月任中国驻温哥华总领事。1995年后中华人民共和国外交部礼宾司副司长，其间任香港回归接收仪式及庆祝活动筹备委员会办公室活动联络组副组长，参与香港主權移交儀式谈判。二十多年后，他在回忆这一系列谈判时，提笔写下了“香港的主权回归秒秒必争”。
1998年3月至2000年12月任中国驻洛杉矶总领事。2001年，在亚太经济合作组织领导人非正式会议经济领袖会议在上海举行时，他负责了组委会的协调事宜。
2017年参加中央电视台《朗读者》节目，朗读方志敏《可爱的中国》。

## 影视形象
在2019年电影《我和我的祖国》之《回归》中，香港交接仪式总指挥安文彬由王洛勇饰演。